# Język inguski
Język inguski (ing. гӀалгӀай мотт, Ğalğaj mott) – język Inguszów, zamieszkujących głównie autonomiczną republikę Inguszetię, wchodzącą w skład Federacji Rosyjskiej. Należy do języków nachskich (nachijskich), tworzących podgrupę wśród języków nachsko-dagestańskich (północno-wschodnich) w wielkiej rodzinie języków kaukaskich. Na terenie Inguszetii język inguski jest wraz z językiem rosyjskim oficjalnym językiem urzędowym.
Językiem inguskim posługuje się według różnych danych, od ok. 200 tys. do ok. 415 tys. osób, głównie w Inguszetii, ale także na innych obszarach Federacji Rosyjskiej (głównie w Czeczenii). Poza tym użytkownicy inguskiego zamieszkują w niewielkich skupiskach także na terytorium Uzbekistanu, Kazachstanu, Turkmenistanu, Turcji i Jordanii, a także w państwach Europy Zachodniej.
Język inguski genetycznie najbliżej spokrewniony jest z językiem czeczeńskim oraz wymierającym językiem bacbijskim.
Wśród języków kaukaskich inguski wyróżnia się bardzo rozbudowanym systemem konsonantów (spółgłoski proste, geminowane, ejektywne, faryngalne).
Od początku lat 20. XX w. podjęto próbę stworzenia inguskiego języka literackiego. Wcześniej teksty inguskie zapisywane były sporadycznie, niemal wyłącznie pismem arabskim. Na potrzeby języka literackiego stworzony został alfabet, oparty na łacince. Był on w użyciu do 1938 r., kiedy to wprowadzona została, jako nowy obowiązujący alfabet, zmodyfikowana cyrylica.
Alfabet inguski: А а, Аь аь, Б б, В в, Г г, ГӀ гӀ, Д д, Дж дж, Е е, Ё ё, Ж ж, З з, И и, Й й, К к, Кх кх, Къ къ, КӀ кӀ, Л л, М м, Н н, О о,П п, ПӀ пӀ, Р р, С с, Т т, ТӀ тӀ, У у,Ф ф, Х х, Хь хь, ХӀ хӀ, Ц ц, ЦӀ цӀ, Ч ч, ЧӀ чӀ, Ш ш, Щ щ, ъ, ы, ь, Э э, Ю ю, Я я, Яь яь, Ӏ. 